# 尖尾頜吻鰻
尖尾頜吻鰻（学名：Gnathophis xenica）为條鰭魚綱鰻形目糯鰻科頜吻鰻屬下的一个种，該物種主要分佈於西北太平洋日本海域，由Kiyomatsu Matsubara和Akira Ochiai於1951年描述，最初是Arisoma nystromi的亞種，本魚體延長，尾部側扁漸細，脊椎骨151-157個，體長可達32公分，棲息在大陸棚沙泥底質海域，生活習性不明。